# قوات درع الأمن العسكري
تعد قوات درع الأمن العسكري، التي يطلق عليها أيضًا اسم قوة درع الأمن العسكري أو ببساطة الدرع العسكري، ميليشيا موالية للحكومة ضالعة في الحرب الأهلية السورية التي تنتسب إلى شعبة الاستخابرات العسكرية.

## تاريخ
شكلت قوات درع الأمن العسكري في يناير 2016 كوحدة شبه عسكرية مستقلة تابعة لفرع شعبة الاستخبارات العسكرية 223 في محافظة اللاذقية، وربما في محاولة لتعزيز نفوذ هذه الأخيرة والتعويض عن النقص الواسع في القوى العاملة الذي تعاني منه الحكومة منذ بداية الحرب الأهلية.
وقد حدثت أول مشاركة رئيسية للوحدة الجديدة خلال هجوم اللاذقية 2015–16 الذي يهدف إلى طرد قوات المتمردين بالكامل من المناطق الساحلية السورية. وفي مارس 2016، نشرت الميليشيا قواتها في شرقي محافظة حمص للمشاركة في الهجوم الحكومي لاستعادة السيطرة على تدمر من داعش. وبعد استرداد المدينة، ذهب بعض مقاتلي الدرع العسكري إلى نشر صور لهم مع الرأس المقطوع لمقاتل داعش. وظلت معظم الميليشيا في المنطقة المحيطة بتدمر في الصيف المتبقي، على الرغم من أن بعض مقاتليها انضموا إلى هجوم إثريا-الرقة في يونيو، الذي كان في نهاية المطاف فاشلًا.
منذ يوليو 2016، أصبحت قوات درع الأمن العسكري نشطه للغاية في شمالي اللاذقية، وساعدت على صد هجوم شنه المتمردون المحليون، وبعد ذلك ساعدت في إقامة خط المواجهة المحلي، وبذلك تعاونت بشكل وثيق مع ميليشيا جديدة مواليه للحكومة، هي سرايا العرين. وفي الوقت نفسه، انضمت قوات درع الأمن العسكري أيضًا إلى حملة حكومية كبرى لتطويق الأجزاء التي كانت في حوزة المتمردين في حلب. وفي سياق القتال الذي نشب في حلب، بدأ المقاتلون العسكريون المحليون تحت إشراف مضر مخلوف في تنسيق عملياتهم مع المقاومة السورية وقوات الأمن والدعم الشعبي التابعة للحرس الجمهوري. وبعد ذلك بفترة وجيزة، أرسلت أيضًا وحدة عسكرية تابعة لدرع الأمن العسكري تحت إشراف حسن محفوظ إلى محافظة حماة لتعزيز الدفاعات المحلية ضد هجوم المتمردين الذي يقوده الجهاديون على نطاق واسع.
وعلى وجه الخصوص، انضمت الميليشيا أيضًا إلى عملية فجر النصر التي شهدت سقوط معاقل المتمردين في حلب، وبالتالي نهاية المعركة التي دامت أربع سنوات من أجل المدينة. وفي سياق هذا الهجوم، ظهرت صور تبين أن الجماعة تم نصحها من قبل الافراد العسكريين الروس.
وكانت مفرزة الدرع العسكري موجودة في خط المواجهة في تدمر في ديسمبر 2016، عندما شنت داعش هجومًا واسع النطاق في المنطقة. وقد اتهمت قوات النمر هذه الوحدة فيما بعد بالفرار في حالة من الفوضى بعد الهجمات الإسلامية الخطيرة الأولى، تاركة المدافعين الموالين للحكومة المتبقين في تدمر يواجهون مصيرهم. وبعد ذلك بقليل، سقطت تدمر في يد داعش ، وكانت قوات درع الأمن العسكري من بين الوحدات الموالية للحكومة التي أرسلت تعزيزات للمساعدة في الدفاع عن قاعدة التياس الجوية العسكرية القريبة من الهجوم الإسلامي القادم. وشاركت الوحدة أيضًا في الهجوم المضاد الحكومي التالي في المنطقة. وفي 23 فبراير 2017، ذكرت صحيفة المصدر نيوز أن ما يزيد على 900 من المغاوير السوريين انضموا إلى قوات درع الأمن العسكري من أجل تجنب تجنيدهم في الجيش النظامي.

## القادة البارزون
لقوات درع الأمن العسكري قائدان بارزين:
- أبو إسماعيل، الملقب ب «الخال»، من القرداحة، القرية الأصلية لآل الأسد، وكان رفيقًا لقائد الحرس الجمهوري الشهير علي خزام الذي قتل في 2012. وأبو إسماعيل من قدامى المحاربين في المعارك التي دارت في حلب واللاذقية و‌إدلب وحماة و‌دمشق و‌درعا، ويقال أنه يقود أيضًا عدة وحدات أخرى إلى جانب قوات درع الأمن العسكري، ومن بينها كتيبة الشهيد علي خزام التابعة للحرس الجمهوري. وكان يقود قوات الدرع التي كانت ضالعة في هجوم تدمر في مارس 2016، وكان من بين أفراد الميليشيا الذين كانوا أخذوا صورة مع مقاتل داعش المقتول.[1]
- مضر مخلوف ضابط سابق في الجيش السوري وقد تم تسريحه عام 2018 بسبب الاختلاف مع احد القادة ويعرف بشعبيته الكبيرة وله العديد.من المعارف والاحباب في سوريا [1]